# Temistokles (imię)
Temistokles — imię męskie pochodzenia greckiego (gr. Θεμιστοκλης), oznaczające "chwała prawa", złożone z członów θεμιστος (themistos) — "prawa, obyczaju" i κλεος (kleos) — "chwała, sława". Imię to nosił ateński polityk Temistokles, a w Kościele katolickim jego patronem jest św. Temistokles (III wiek).
Temistokles imieniny obchodzi 21 grudnia.
Imię to nosi tylko 5 Polaków, w tym były naczelnik Wydziału Komunikacji Społecznej Centralnego Biura Antykorupcyjnego Temistokles Brodowski. Wśród znanych osób nosił je również Temistocle Solera, który zasłynął przede wszystkim jako jeden z librecistów Giuseppe Verdiego.